# Hurumlandet

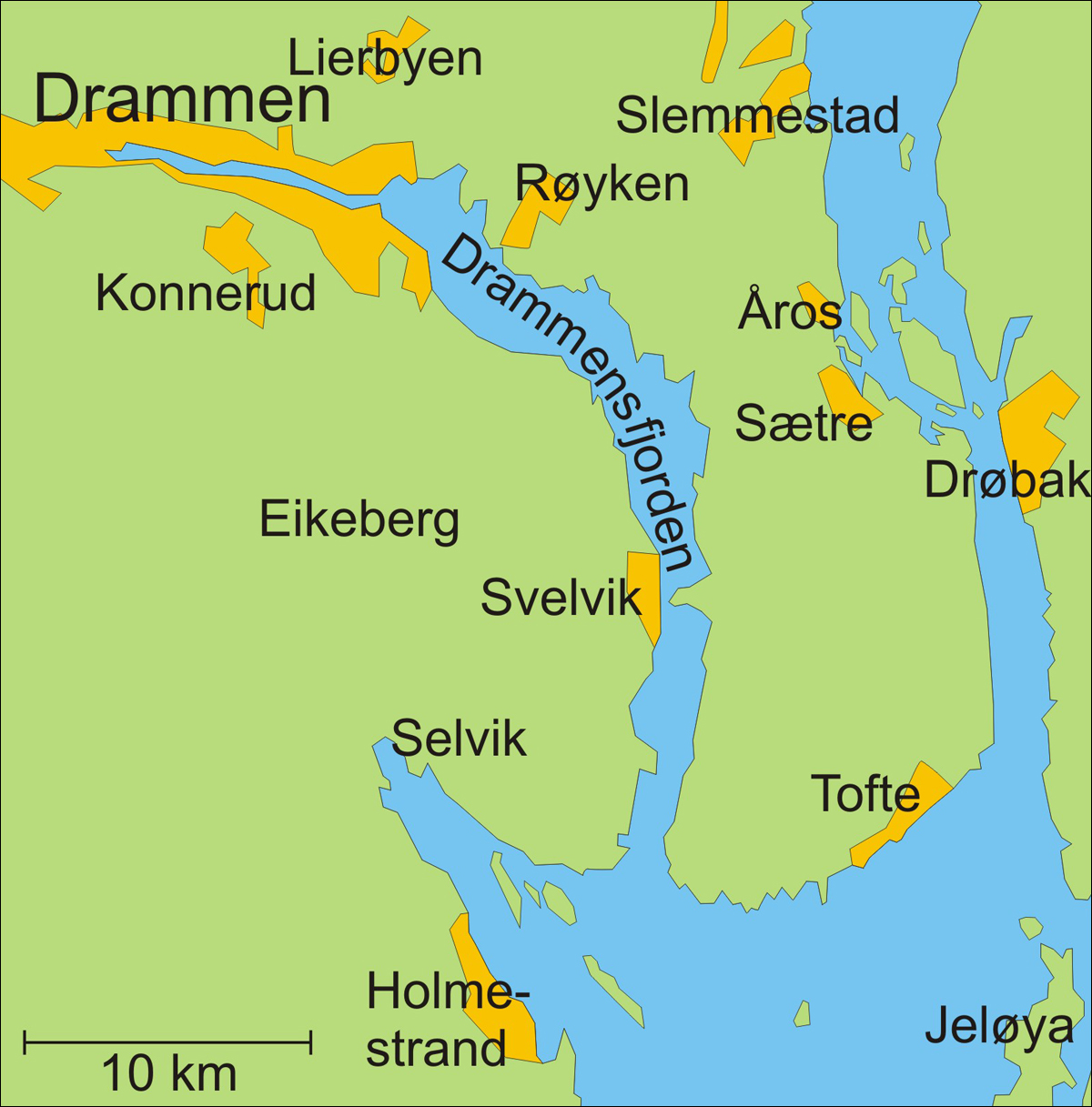
Hurumlandet är halvön mellan Drammensfjorden och Oslofjorden

Hurumlandet är en halvö i Askers kommun i Akershus fylke, Norge. Halvön ligger mellan Drammens- och Oslofjorden och har cirka 30 000 invånare.